# Regno di Kuku
Il Regno di Kuku (in arabo إمارة كوكو‎?; in berbero ⵜⴰⴳⴻⵍⴷⴰ ⵏ ⴽⵓⴽⵓ, Tagelda n Kuku) fu uno Stato ubicato in Cabilia, nel Maghreb, fondato all'inizio del XVI secolo. Fu uno dei tre regni cabili principali assieme al Regno di Ait Abbas ed al principato di Beni Jubar. Il sultanato perse l'autorità sulle confederazioni tribali fino ad allora governate e collassò nel XVIII secolo.